# NGC 3090
NGC 3090 je galaksija u zviježđu Sekstantu.

## Vanjske poveznice
- SEDS: NGC 3090